# باديسي
باديسي، (بالإنجليزية: Badesi)‏، هي بلدية، في مقاطعة ساساري، في منطقة سردينيا الإيطالية، وتقع على بعد حوالي 200 كيلومتر (120 ميل) إلى الشمال من كالياري، وحوالي 50 كم (31 ميل) غرب أولبيا. في 31 ديسمبر 2004، كان عدد سكانها 1860 نسمة ومساحة 30.7 كيلومتر مربع (11.9 ميل مربع).

## السكان
في سنة 1861 بلغ عدد السكان 432 نسمة، وتطور العدد ليصل في سنة 2011 لـ 1٬898 نسمة.
يظهر هذا المخطط البياني تطور النمو السكاني لـ باديسي